# Elem Germanovics Klimov
Elem Germanovics Klimov (oroszul: Элeм Гeрманович Климов; Sztálingrád, 1933. július 9. – Moszkva, 2003. október 26.) orosz filmrendező és forgatókönyvíró. Az 1950-es évek végétől rendezett, 1964-től játékfilmeket is forgatott. Leghíresebb alkotásai: Hurrá, nyaralunk! (1964), Agónia (1981), Jöjj és lásd! (1985). Felesége a fiatalon elhunyt kimagasló tehetségű rendezőnő, Larisza Sepityko volt. Klimov járt Magyarországon is.

## Pályafutása

Hurrá, nyaralunk!

Agónia

Elem Klimov eredetileg repülőmérnöknek tanult, diplomát is kapott, ám érdeklődése a filmművészet felé fordult. 1964-ben elvégezte a híres moszkvai filmfőiskolát, a VGIK-t. Már bemutatkozó rövidfilmjei sejtetni engedték, hogy személyében eredeti tehetségű alkotó jelent meg a szovjet filmművészetben. Első játékfilmje, a Hurrá, nyaralunk! (1964) szatirikus komédia, a „szovjet új hullám” egyik kiemelkedő darabja. A helyszín egy úttörőtábor, ahol a gyerekeknek gyakorlatilag semmit sem szabad csinálniuk: egy részük ezért csendben meghúzódik, a többiek viszont egymásra árulkodnak. Az áldatlan állapotoknak egy pártfunkcionárius vet véget, aki mint szülő érkezik a táborba. Nyilvánvaló volt, hogy a történet tulajdonképpen az egész szovjet rendszer allegóriája, ám fogadtatása annyira lelkes volt, hogy nem lehetett dobozba zárni. Alkotóját azonban ettől fogva árgus szemekkel figyelték a filmszakma eszmei irányítói, és valószínűleg nekik köszönhető, hogy Klimov pályájának lendülete mindjárt a kezdetekkor megtört, s a művész viszonylag ritkán forgathatott. Alekszandr Vologyin darabjából készült az Egy fogorvos kalandjai (1965) című komédia, amely már nem volt sem annyira maró, sem annyira szellemes, mint az elődje, mindazonáltal a szovjet filmforgalmazók a perifériára száműzték: kevés kópiát gyártottak belőle, eldugott helyeken vetítették, vagyis épphogy be nem tiltották. Klimov ezt követően kezdett el foglalkozni egy Raszputyinról szóló film tervével, melyet eredetileg az 1917-es orosz forradalom 50. évfordulójára kívánt elkészíteni, de aztán a terv – ahogyan majd később maga a forgatás is – az illetékes szervek gáncsoskodása miatt elhalasztódott. 1970-ben Sport, sport, sport címmel dokumentumfilmet forgatott fivére, a sport témákra szakosodott German Klimov forgatókönyve alapján. Az eredeti formanyelvű alkotás számos díjat bezsebelt, Klimov viszont nem kívánt ezen az úton továbbhaladni. A Raszputyinról szóló Agónia megvalósítását szerette volna keresztülvinni, de ezt az illetékes szervek továbbra sem igazán támogatták. El ugyan nem utasították, inkább változtatásokat kértek, ami persze a forgatókönyv átdolgozását tette szükségessé. 1975-ben Klimov Marlen Hucijev társaságában befejezte egykori mestere, Mihail Iljics Romm És mégis hiszek című dokumentumfilmjét, a fogadtatás azonban langyos volt, bár a félsikerért nem Rommot, hanem Klimovot és Hucijevet hibáztatták. Ugyanebben az évben készült el végre az Agónia is, ami azonnal dobozba került, és csak 6 évvel később engedélyezték a bemutatását. E 6 év alatt legendák keltek szárnyra a filmről, éppen ezért mire a közönség megnézhette, addigra az elvárások annyira magasak voltak, melyeknek a mű már nem tudott megfelelni. Az Agónia a Szovjetunióban heves támadásokban részesült, túlbonyolítottnak tartották szürrealisztikus képsorait, érthetetlennek a metaforáit, túlzottnak a színészi játékot. Nyugaton viszont épp a képi világért és az expresszív színészi játékért dicsérték a filmet és a rendezőt. Ma már elképzelhetetlen, milyen hatása lett volna a szovjet és az egyetemes filmművészetre, ha az Agóniát azonnal bemutatják: képi ötleteit, megoldásait ugyanis a forgatás és a bemutató közötti években más alkotók, más filmek hasznosították, illetve koptatták el. Érdemes megjegyezni, hogy a filmben számos, azelőtt soha nem látott, felbecsülhetetlen értékű korabeli híradórészlet is látható.
Az Agónia nemzetközi sikerét Klimov felesége, Larisza Sepityko nem érte meg, 1979-ben tragikus autóbalesetben elhunyt. Klimov a Larisza (1980) című dokumentumfilmmel állított emléket az asszonynak, illetve befejezte Sepityko félbemaradt filmjét, amely Búcsúzás címmel 1983-ban került a mozikba. A Búcsú Matyorától címmel is ismert alkotás Valentyin Raszputyin kisregénye alapján készült. A film egy szibériai vízerőmű építése során elárasztott falu történetén keresztül lényegében a hagyományok és a modernizáció kényszerű ellentétét vizsgálja. Klimov utolsó rendezése, a Jöjj és lásd! (1985) az egyik legsokkolóbb háborús film, ami valaha is készült. Noha megtörtént eseményeken alapul, a művész célja nem az volt, hogy sokadikként ábrázolja a náciknak a Szovjetunióban véghezvitt kegyetlenkedéseit, hanem inkább magáról a háborúról akart megdöbbentő képet festeni, ahol semminek sincs értéke, az emberi életeknek a legkevésbé.
Klimovot a bürokratikus régi rendszer egyik áldozataként tartották számon kollégái, ezért nem csoda, hogy a peresztrojka demokratikusabb légkörében őt választották a Filmművész Szövetség elnökévé. A rendező nem élt vissza pozíciójával, semmiféle hasznot nem húzott belőle, noha megtehette volna, hogy jelentős összegeket utal ki magának újabb tervezett alkotása, Mihail Bulgakov A Mester és Margarita című regényének megfilmesítésére. Egy idő után épp azért mondott le az elnöki tisztségéről, hogy minden energiáját a Bulgakov-filmre fordíthassa, de nem adatott meg neki, hogy terve megvalósuljon. Élete utolsó éveiben verseket írt, és reménykedett abban, hogy sikerül visszatérnie a filmvilágba. Halála előtt egy héttel kómába esett, amelyből nem tért magához.

## Filmjei
- 1985 Jöjj és lásd! (Иди и смотри)
- 1983 Búcsúzás / Búcsú Matyorától (Прощание)
- 1981 Agónia (Агония)
- 1980 Larisza (Лариса) (dokumentumfilm)
- 1974 És mégis hiszek (И всё-таки я верю) (társrendezők: Mihail Romm, Marlen Hucijev)
- 1970 Sport, sport, sport (Спорт, спорт, спорт) (dokumentumfilm)
- 1968 Hовогодняя сказка (tévéfilm)
- 1965 Egy fogorvos kalandjai (Похождения зубного врача)
- 1964 Hurrá, nyaralunk! (Добро пожаловать, или Посторонним вход воспрещён)
- 1962 Смотрите, небо! (rövidfilm)
- 1960 Vőlegény (Жиних) (rövidfilm)
- 1959 Осторожно: пошлость (rövidfilm)

## Fontosabb díjak

### Berlini filmfesztivál
- 1987 díj Berlinale Camera

### Moszkvai filmfesztivál
- 1985 díj Jöjj és lásd! (nagydíj, FIPRESCI-díj)